# Tossau de Mar
El Tossau de Mar es una montaña de los Pirineos de 2751 metros, situada en las comarca del Valle de Arán (provincia de Lérida).
El Tossau de Mar está enclavado en el Valle del río Valarties, entre los lagos glaciares de Lac Tòrt de Rius y Lac de Mar. 